# Semioscopis avellanella
Semioscopis avellanella is een vlinder uit de familie grasmineermotten (Elachistidae). De wetenschappelijke naam is voor het eerst geldig gepubliceerd in 1793 door Hübner.
De soort komt voor in Europa.